# Ernest Kalas
Ernest Kalas (1861-1928) was een Frans architect. Hij bouwde huizen, gebouwen en monumenten in de in zijn tijd moderne art-decostijl. Veel van zijn werk staat in noord-oost Frankrijk en met name zijn uitgevoerde ontwerp uit 1899 voor het hoofdgebouw van het champagnehuis Mumm&Cie in Reims is bekend gebleven.
- International Standard Name Identifier: 0000 0000 7004 6558
- Système universitaire de documentation: 135446228
- Union List of Artist Names: 500042771
- Virtual International Authority File: 95960615